# SaveTheInternet
SaveTheInternet ist eine netzpolitische Graswurzelbewegung, die sich aus dem Protest gegen die EU-Urheberrechtsreform gebildet hat. Bekanntheit erlangte sie für ihre Petition gegen die Reform, die auch von Personen des öffentlichen Lebens unterstützt wurde.

## Wirken
Auf der Petitionsplattform Change.org wurden über 5.300.000 Unterschriften gegen die EU-Urheberrechtsreform gesammelt. Auf ihrem Höhepunkt organisierte SaveTheInternet gemeinsam mit anderen Vereinigungen Massenproteste gegen die Reform mit ca. 200.000 Demonstranten in über einhundert Städten Europas, darunter über 40.000 in Berlin mit einer Abschlusskundgebung vor dem Brandenburger Tor.
SaveTheInternet wurde von Aktivisten am 12. Juni 2018 gegründet und startete am 15. Juni eine Petition auf Change.org. Nach einer Abstimmung am 20. Juni im Rechtsausschuss wurde die auf mehrere Hunderttausend Unterschriften angewachsene Petition Vertretern des EU-Parlaments am 4. Juli überreicht. Am Folgetag konnte die Bewegung einen großen Erfolg verbuchen, denn das Parlament lehnte den Vorschlag des Rechtsausschusses ab. Deshalb kam es im September 2018 zu einer weiteren Abstimmung über die einzelnen Artikel der Direktive. Im Vorfeld gab es massiven Lobbyismus seitens der Medienkonzerne und Rechteverwerter, weshalb diese Abstimmung in deren Sinne ausging und die Reform in die Verhandlungen mit dem Trilog gegeben wurde. Kurz vor Ende der Trilogverhandlungen konnten am 18. Februar 2019 die inzwischen auf über 4.700.000 Millionen Unterschriften angewachsene Petition auch der deutschen Bundesjustizministerin Katarina Barley übergeben werden. Gleichzeitig wurde die bis dahin hauptsächlich digital geführte Kampagne auf die Straße verlegt. Am 16. Februar demonstrierten in Köln zwischen 1.000 und 2.000 Menschen. In Berlin wurde vom Bündnis gegen 13 am 2. März 2019 eine Demonstration mit 3.000–5.000 Teilnehmern organisiert die große Medienaufmerksamkeit erfuhr. Deshalb versuchte der EVP-Fraktionsvorsitzende Manfred Weber die Abstimmung im Parlament vorzuverlegen, um den schon für den 23. März in Planung befindlichen Massenprotesten zuvorzukommen woraufhin eine Spontandemo vor dem Konrad-Adenauer-Haus (Berlin) am 5. März mit etwa 2.000 Demonstranten durch die Protestbewegung organisiert wurde. In den folgenden Tagen kam es zu Dutzenden weiteren Demonstrationen und den Massenprotesten am 23. März 2019 in über einhundert Städten Europas, an denen insgesamt etwa 200.000 Menschen teilnahmen. Die größten fanden dabei in Berlin und München mit mehreren Kilometer langen Umzügen und geschätzt 40.000–50.000 Demonstranten statt. Am 25. März stimmte das EU-Parlament der ausgehandelten Reform jedoch zu.
Im Zuge der Proteste gegen die Upload-Filter solidarisierte sich auch Wikipedia in mehreren Ländern und schaltete eine Blackout-Seite, um auf die Proteste aufmerksam zu machen.